# Les Enfants de novembre
 (juin 2013).
Si vous disposez d'ouvrages ou d'articles de référence ou si vous connaissez des sites web de qualité traitant du thème abordé ici, merci de compléter l'article en donnant les références utiles à sa vérifiabilité et en les liant à la section « Notes et références ».
Pour plus de détails, voir Fiche technique et Distribution.
Les Enfants de novembre (أولاد نوفمبر, Ouled nofember) est un téléfilm algérien réalisé par Moussa Haddad et sorti en 1975.
Ce film dépeint un épisode de la guerre d'Algérie, celui d'enfants impliqués dans le tumulte des événements liés à la guerre et leur engagement pour l’indépendance de l’Algérie.

## Synopsis
Lors de la poursuite d'un combattant FLN par la police coloniale dans les rues de la Casbah d'Alger; celui ci parvient , avant son arrestation imminente, à remettre des papiers confidentiels à Mourad, un enfant algérien, crieur de journaux de son état qui doit impérativement les remettre à un militant nationaliste dénommé Mouloud Tebbakh. Mais la police est à ses trousses et est prête à tout pour les récupérer,.

## Fiche technique
- Titre : Les Enfants de novembre
- Titre original : أولاد نوفمبر (littéralement « Ouled nofember »)
- Réalisation : Moussa Haddad
- Scénario : Slimane Ben Karsa
- Dialogues : Tewfik Farès
- Décors : Mohamed Boudjemaa
- Montage : Rabah Dabouz
- Production : Moussa Haddad, Ahmed Rachedi
- Format de production : 35 mm • 70 mm (scènes d'explosion)
- Distribution initiale en salles : RTA (Algérie)
- Genre : Drame
- Format : Noir et blanc - 1,85:1 - mono - 35 mm
- Pays :  Algérie
- Langues : algérien, français
- Durée : 95 minutes (1 h 35)

## Distribution
- Abdelkader Hamdi : Mourad Ben Safi
- Allel El Mohib :
- Hadj Smaine : Inspecteur Tichout
- Mohamed Ouaniche:
- Mohamed Mokhtari : Ammi Larbi
- Ouarda Amel :
- Yasmina Douar:
- Ahmed Benaïssa:
- Mohamed Laouadi

### Tournage
Le tournage du film a duré 2 mois, s'étalant sur tout l’hiver et le printemps 1975. Les scènes ont été tournées dans la Casbah d'Alger.

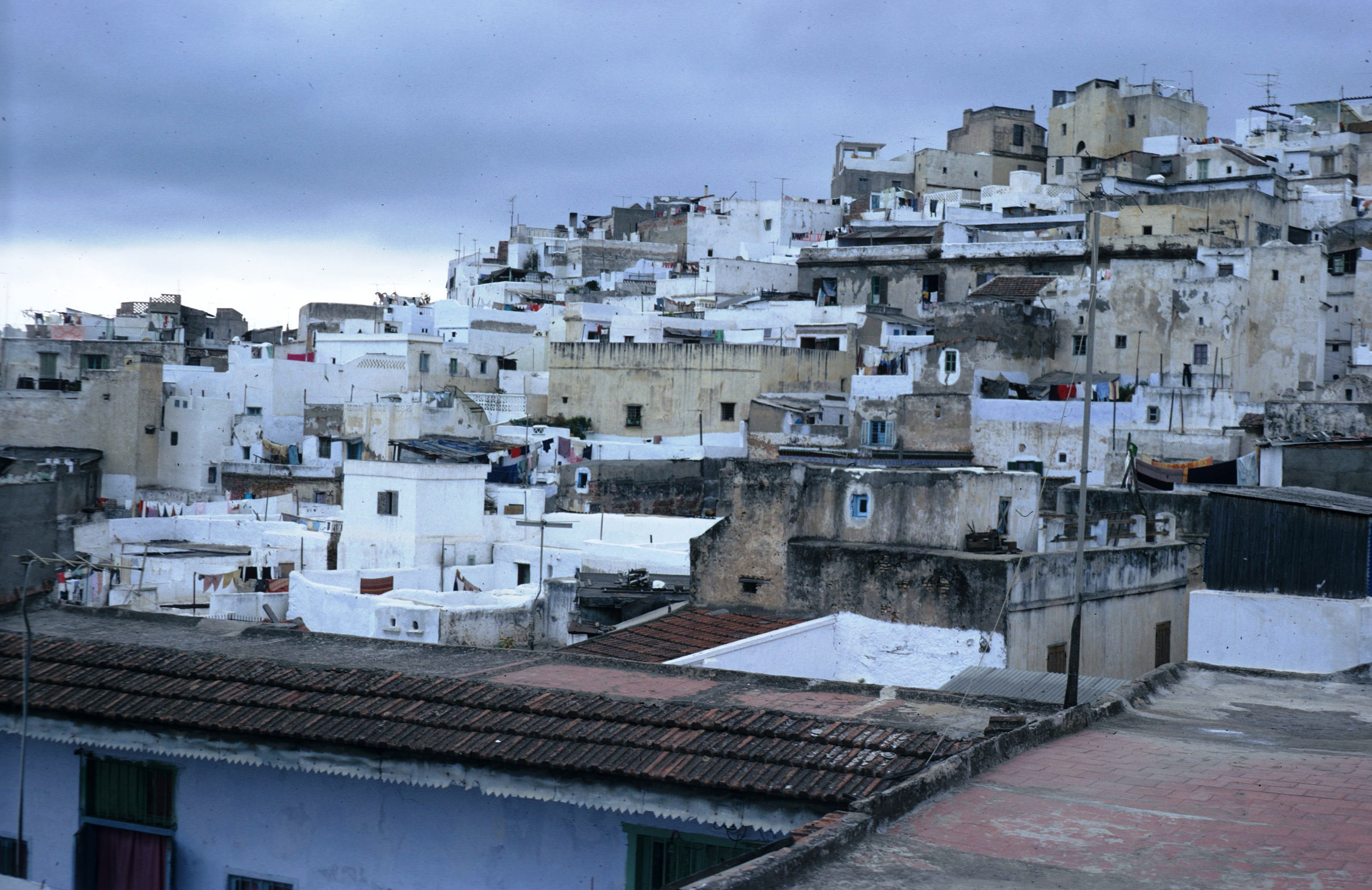
La Casbah d'Alger

.

## Musique
Le thème musical et les chansons jouent un rôle important dans ce film.